# Efektivní vyzářený výkon
Efektivní vyzářený výkon, zkráceně ERP (effective radiated power), je celkový výkon (ve wattech), který by bylo nutné vyzářit dipólovou anténou, aby bylo v daném směru dosaženo jisté intenzity záření. Používá se k vyjádření intenzity rádiového záření vysílaného směrem, kterým je anténa (typicky směrová) namířena. Existuje jednoznačný vztah mezi ERP a EIRP – jsou to přímo úměrné veličiny.